# Lecanora paroptoides
Lecanora paroptoides är en lavart som beskrevs av William Nylander. 
Lecanora paroptoides ingår i släktet Lecanora och familjen Lecanoraceae. Arten har ej påträffats i Sverige.